# Stjärnö (naturreservat)
Stjärnö är ett naturreservat i Valdemarsviks kommun i Östergötlands län.
Området är naturskyddat sedan 1983 och är 73 hektar stort. Reservatet omfattar ön Stjärnholmen, en mindre holme, en del på västra sidan av halvön Stjärnö. Reservatet består av barrblandskog och på höjder hällmarkstallskog.